# Lista de parques nacionais da Alemanha
Os seguintes são os parques nacionais da Alemanha, espalhados de Norte a Sul:
- en:Schleswig-Holstein Wadden Sea National Park
- en:Hamburg Wadden Sea National Park
- en:Lower Saxony Wadden Sea National Park
- en:Jasmund National Park
- en:Vorpommern Lagoon Area National Park
- en:Müritz National Park
- en:Lower Oder Valley National Park
- en:Harz National Park
- en:Kellerwald-Edersee National Park
- en:Hainich National Park
- en:Eifel National Park
- en:Saxon Switzerland National Park
- en:Bavarian Forest National Park
- en:Berchtesgaden National Park